# Mark Green
Mark Lee Green (Minneapolis, 1 de outubro de 1947) é um matemático estadunidense, que trabalha com álgebra comutativa, geometria algébrica, teoria de Hodge, geometria diferencial e teoria de diversas variáveis complexas. Foi professor da Universidade da Califórnia em Los Angeles (UCLA) onde foi a partir de 2001 co-fundador e diretor do Instituto de Matemática Pura e Aplicada (IPAM).
Green estudou no Instituto de Tecnologia de Massachusetts (MIT), obtendo o bacharelado em 1968, obtendo em 1972 um doutorado na Universidade de Princeton, orientado por Phillip Griffiths, com a tese Some Picard Theorems for Holomorphic Maps to Algebraic Varieties.. Em 1970/1971 foi Procter Fellow em Princeton, de 1972 a 1974 lecturer na Universidade da Califórnia em Berkeley, e em 1974/1975 no MIT. Em 1975 foi professor assistente e em 1982 professor da UCLA.
Foi palestrante convidado do Congresso Internacional de Matemáticos em Berlim (1998: Higher Abel-Jacobi Maps).

## Obras
- com Griffiths: On the tangent space to the space of algebraic cycles on a smooth algebraic variety, Princeton University Press 2005.
- com Griffiths, Matt Kerr: Hodge theory, complex geometry, and representation theory, American Mathematical Society 2013
- com Griffiths, Matt Kerr: Mumford-Tate groups and domains : their geometry and arithmetic, Princeton University Press 2012